# George R. Stark

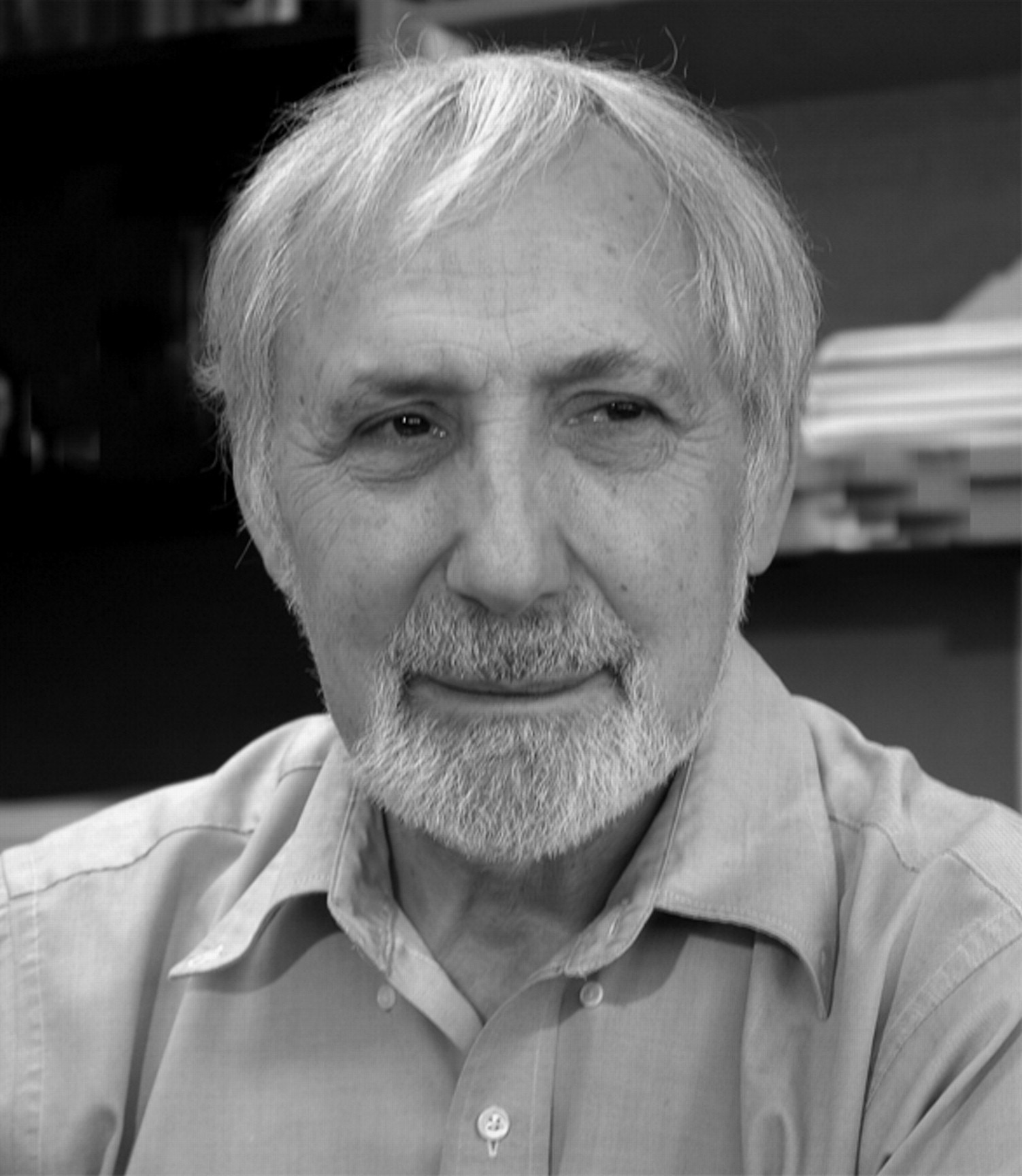
George R. Stark

George Robert Stark (* 4. Juli 1933 in New York City) ist ein amerikanischer Molekularbiologe, der unter anderem von 1971 bis 1983 als Professor an der Stanford University wirkte. Er entwickelte zusammen mit anderen Wissenschaftlern die Labormethoden Northern Blot und Western Blot und erforschte außerdem die Wirkung von Interferonen auf Zellen sowie Mechanismen der Funktion und Regulation von Enzymen. Für seine wissenschaftlichen Leistungen wurde er unter anderem in die National Academy of Sciences und die Royal Society aufgenommen sowie 1999 mit dem William B. Coley Award ausgezeichnet.

## Leben
George Stark wurde 1933 in New York City als Sohn von Jack and Florence Stark als drittes Kind und zugleich erster Sohn geboren. Nach dem Ausbruch des Zweiten Weltkriegs zog die Familie in das Umland von Washington, D.C., wo sein Vater das Restaurant Stark’s Beef and Beans eröffnete und seine Mutter als Bibliothekarin arbeitete. George Stark verbrachte den größten Teil seiner Schulausbildung in Maryland, seine Highschool befand sich in Hyattsville. 1950 kehrte die Familie zurück nach New York, wo er die Bronx High School of Science besuchte. Nach seiner Schulausbildung begann er ein Medizinstudium an der Columbia University und wechselte bereits nach kurzer Zeit zur Chemie, wo er 1955 einen A.B.-Abschluss erlangte. Danach studierte er als Doktorand im Labor von Charles Dawson und arbeitete an der Ascorbat-Oxidase von gelben Kürbissen. Zur gleichen Zeit lernte er die Physikstudentin Mary Beck aus Michigan kennen, die er nach ihrem Abschluss heiratete. Mit ihr hatte er zwei Kinder, Robert und Janna, und sie arbeitete später als Strahlenphysikerin in seinem Labor.
Stark wurde mit seinen Arbeiten zur Rolle von Sulfhydryl-Gruppen in der Ascorbat-Oxidase promoviert, die 1962 publiziert wurden. Nach einem anschließenden Postdoc-Aufenthalt beim späteren Chemienobelpreisträger Stanford Moore an der Rockefeller University ging er 1963 an die Abteilung für Biochemie der Stanford University, an der er 1971 eine Professur erhielt.
Zwölf Jahre später wechselte er zum Imperial Cancer Research Fund nach London, wo er später stellvertretender Direktor für Forschung wurde. 1992 kehrte er in die Vereinigten Staaten zurück und übernahm bis 2002 die Leitung des Lerner Research Institute der Cleveland-Klinik in Cleveland. Gegenwärtig ist er als Distinguished Scientist Leiter eines Labors am Lerner Research Institute und emeritierter Professor für Genetik an der Case Western Reserve University.

## Wissenschaftliches Wirken
Zu den wissenschaftlichen Leistungen von George Stark zählte unter anderem in den 1970er Jahren die Entwicklung der Labormethoden Northern Blot zur Analyse von RNA und Western Blot zur Untersuchung von Proteinen. Darüber hinaus leistete er wichtige Beiträge zur Aufklärung der Wirkung von Interferonen auf Zellen und der diesbezüglichen Rolle der Januskinasen und der STAT-Proteine im Rahmen des JAK-STAT-Signalwegs. Er beschrieb außerdem die chemischen Reaktionen von Cyanat mit den Aminogruppen von Proteinen sowie Mechanismen der Funktion und Regulation von Enzymen. Zu seinen gegenwärtigen Forschungsschwerpunkten zählen die Untersuchung der Mechanismen der Multiple Drug Resistance sowie der Aktivierung von NF-κB bei Krebs.

## Auszeichnungen
George Stark ist seit 1987 Mitglied der National Academy of Sciences und wurde drei Jahre später zum Fellow der Royal Society ernannt. Er gehört darüber hinaus der European Molecular Biology Organization an und erhielt 1986 gemeinsam mit Edwin Southern den Herbert A. Sober Award der American Society for Biochemistry and Molecular Biology, 1997 den Milstein Award der International Society for Interferon and Cytokine Research sowie 1999 den William B. Coley Award. 2020 wurde Stark in die American Academy of Arts and Sciences gewählt.

## Werke (Auswahl)
- Biochemical Aspects of Reactions on Solid Supports. New York und London 1971 (als Herausgeber)
- Enzymes: Function and Regulation. New York 1974
- James C. Alwine, David J. Kemp, George R. Stark: Method for Detection of Specific RNAs in Agarose Gels by Transfer to Diazobenzyloxymethyl-paper and Hybridization with DNA Probes. In: Proceedings of the National Academy of Sciences. 74(12)/1977. United States National Academy of Sciences, S. 5350–5354, ISSN 0027-8424
- Jaime Renart, Jakob Reiser, George R. Stark: Transfer of Proteins from Gels to Diazobenzyloxymethyl-paper and Detection with Antisera: A Method for Studying Antibody Specificity and Antigen Structure. In: Proceedings of the National Academy of Sciences. 76(7)/1979. United States National Academy of Sciences, S. 3116–3120, ISSN 0027-8424
- George R. Stark, Geoffrey M. Wahl: Gene Amplification. In: Annual Review of Biochemistry. 53/1984. Annual Reviews, S. 447–491, ISSN 0066-4154
- George R. Stark, Ian M. Kerr, Bryan R. G. Williams, Robert H. Silverman, Robert D. Schreiber: How Cells Respond to Interferons. In: Annual Review of Biochemistry. 67/1998. Annual Reviews, S. 227–264, ISSN 0066-4154

## Belege
1. 1 2  George R. Stark: My Life in Science, not the Restaurant Business. In: Journal of Biological Chemistry 280 (11), 2005. American Society for Biochemistry and Molecular Biology, S. 9753–9760, ISSN 0021-9258, doi:10.1074/jbc.X400011200
2. ↑  George R. Stark, Charles R. Dawson: On the Accessibility of Sulfhydryl Groups in Ascorbic Acid Oxidase. In: Journal of Biological Chemistry 237 (3), 1962; S. 712–716. doi:10.1016/s0021-9258(18)60362-x